# Classe Canberra
La classe Canberra è una classe di due Landing Helicopter Dock (LHD) in servizio nella Royal Australian Navy (RAN).

## Unità
| Nome                | Costruttore                                                                        | Impostazione      | Varo             | In servizio      | Stato  |
| ------------------- | ---------------------------------------------------------------------------------- | ----------------- | ---------------- | ---------------- | ------ |
| HMAS Canberra (L02) | Navantia, Ferrol (costruzione) BAE Systems Australia, Williamstown (completamento) | 23 settembre 2009 | 17 febbraio 2011 | 28 novembre 2014 | Attiva |
| HMAS Adelaide (L01) | Navantia, Ferrol (costruzione) BAE Systems Australia, Williamstown (completamento) | 18 febbraio 2011  | 4 luglio 2012    | 4 dicembre 2015  | Attiva |